# Magnolia griffithii
Magnolia griffithii este o specie de plante din genul Magnolia, familia Magnoliaceae, descrisă de Joseph Dalton Hooker și Thomas Thomson. Conform Catalogue of Life specia Magnolia griffithii nu are subspecii cunoscute.